# Фосато Јонико Фосатело Сан Лука Маркелуцо
Фосато Јонико Фосатело Сан Лука Маркелуцо је насеље у Италији у округу Ређо ди Калабрија, региону Калабрија.
Према процени из 2011. у насељу је живело 1062 становника. Насеље се налази на надморској висини од 681 м.